# Final Fantasy Legend III
Final Fantasy Legend III , conocido en Japón como SaGa 3: Jikuu no Hasha, es un videojuego de rol desarrollado y publicado por Square para Game Boy. La tercera entrada de la serie SaGa fue lanzada en Japón en 1991 y en Norteamérica en 1993. Una edición posterior lanzada en Norteamérica en 1998 a través de Sunsoft. Square Enix lanzó un remake para Nintendo DS en 2011, que sigue siendo exclusivo de Japón. La versión de Game Boy fue luego portada por Nintendo Switch y lanzada en todo el mundo por Square Enix en 2020.
La narrativa del juego sigue a un grupo de guerreros mientras luchan contra un ser divino en el pasado, presente y futuro. Durante el juego, los jugadores exploran los diferentes períodos de tiempo, luchan en batallas por turnos y aumentan el poder del personaje a través de una combinación de puntos de experiencia, nivelación de habilidades y clases de personajes basadas en materiales .
La producción comenzó en 1990 en paralelo con el desarrollo de Romancing SaGa para Super Famicom. El creador de la serie, Akitoshi Kawazu, no participó en la producción original debido a su trabajo en Romancing SaGa, y el desarrollo estuvo a cargo del recién establecido estudio Osaka de Square. Fue el último título de SaGa desarrollado para Game Boy. Tras su lanzamiento, el juego recibió elogios de los críticos japoneses y occidentales, con elogios a sus gráficos y narrativa. En 2002, el juego había vendido alrededor de 650.000 unidades en Japón. Fue el último lanzamiento de Western SaGa hasta SaGa Frontier para PlayStation en 1998.

## Jugabilidad
Final Fantasy Legend III, conocido en Japón como SaGa 3: Jikuu no Hasha, es un videojuego de rol ambientado en un mundo basado en ciencia ficción donde los jugadores asumen el papel de un grupo de cuatro personas mientras viajan entre entornos en diferentes períodos de tiempo. El grupo explora diferentes entornos desde una perspectiva de arriba hacia abajo, hablando con los personajes para avanzar en la narrativa, usando tiendas para comprar y vender artículos y equipos, y participando en batallas durante la exploración. Los jugadores eligen sus personajes básicos de dos razas diferentes, humanos y mutantes, que tienen diferentes formas en las que pueden aumentar sus niveles de experiencia. El viaje entre épocas se realiza utilizando el dirigible Talon, que se actualiza durante la campaña para llegar a nuevas áreas.
Las batallas se desarrollan usando un sistema de combate por turnos, donde los miembros del grupo atacan a los enemigos usando sus armas equipadas o hechizos mágicos. Los humanos aumentan su nivel usando puntos de experiencia en la batalla, mientras que los mutantes aumentan sus atributos y habilidades según el uso en las batallas. Los humanos y los mutantes pueden evolucionar a clases de personajes monster o robot utilizando elementos obtenidos de los enemigos; la carne desencadena la evolución en bestias, luego monstruos, mientras que las partes mecánicas transforman a los personajes en cyborgs, luego robots. Los personajes se personalizan aún más equipando piedras mágicas, obteniendo acceso a nuevas habilidades. Morir en batalla obliga al jugador a recargar una partida guardada anteriormente.
El remake de Nintendo DS conserva la historia original, pero elimina la nivelación basada en puntos de experiencia al tiempo que incorpora mecánicas establecidas en títulos anteriores y posteriores de SaGa . Estos incluyen el aprendizaje de habilidades y la nivelación de estadísticas basadas en las acciones del jugador en las batallas, narración no lineal y exploración a través del "Sistema de escenario gratuito", y mejoras en el barco del grupo. Los gráficos también se cambiaron, pasando de 2D de arriba hacia abajo a una presentación en 3D en ángulo. Una nueva mecánica es "Time Gear", una habilidad especial que detiene el tiempo en los entornos de campo, congela a los enemigos e interrumpe los efectos ambientales que pueden detener la fiesta.

## Sinopsis
En el mundo de SaGa 3, un ser no consciente llamado la Entidad del Agua está sumergiendo al mundo en una gran inundación. La Entidad del Agua también invoca monstruos en la tierra y las ciudades bajas son abandonadas. Mientras un grupo de cuatro guerreros se dispone a enfrentarse a la entidad, varios jóvenes del futuro llegan para ayudar, y se da cuenta de que la destrucción de la entidad está ocurriendo en todos los períodos de tiempo. Para detener a la Entidad, el grupo recolecta partes para el Talon , una nave capaz de viajar entre períodos de tiempo y dimensiones, con la esperanza de frustrar a la Entidad. Aprenden que la Entidad del Agua fue creada por el reino dimensional de Pureland, quien una vez libró una guerra tan destructiva que amenazó múltiples dimensiones. El dios Sol, creador de Talon, selló el devastado Pureland y dispersó el Talon a lo largo de períodos de tiempo para evitar su uso. La Entidad del Agua se manifestó como un acto de venganza de la deidad del agua primordial de Pureland, Xagor. Después de irrumpir en Pureland, el Talon original es destruido y debe ser reconstruido, y el grupo lo convierte en Talon2 . Mientras exploran Pureland, el grupo se encuentra con Sol, que ahora alberga el alma de Xagor, y se ven obligados a matar a ambos. En su último acto, Sol destruye la Entidad Agua y el grupo escapa de regreso a su propia dimensión, destruyendo el Talon2 en el proceso.

## Desarrollo
La producción comenzó en 1990, tras la finalización del juego anterior. En ese momento, el desarrollador Square había comenzado la producción en dos proyectos paralelos; el tercer título de Game Boy SaGa, y una entrada de Super Famicom titulada Romancing SaGa comenzó a pedido del fabricante de la consola, Nintendo. El creador de la serie Akitoshi Kawazu estaba completamente ocupado con el desarrollo de Romancing SaGa, haciendo de Final Fantasy Legend III el único título de la serie en el que no participó. Kawazu dio la producción a un estudio Square recién fundado en Osaka, con Chihiro Fujioka produciendo el juego. El mundo utilizó elementos de diseño y motivos de ciencia ficción, fantasía tradicional y mitología nórdica referenciada . El diseño del Talon , llamado Stethros en japonés, se basó en el caza furtivo Lockheed F-117 Nighthawk. El título del juego incluía el término "Capítulo final", ya que Kawazu en ese momento tenía la intención de poner fin a la serie y la marca SaGa. Estos planes cambiaron y el SaGaserie continuó, dejando a Kawazu confundido en retrospectiva sobre su elección del título.
Fujioka señaló que, además de crear el juego, el equipo también se estaba estableciendo como un departamento y, como resultado, se puso un gran esfuerzo en la producción. Decidieron superar las limitaciones de Game Boy dejando algunos aspectos a la imaginación del jugador. En el caso de los gráficos, esto significó establecer primero un objeto, luego sus sombras, permitiendo al jugador visualizar los colores que faltan; Se aplicó un concepto similar a la música del juego para superar la limitación de trabajar con solo tres notas para la composición. En contraste con los títulos anteriores de SaGa que usaban mecánicas de nivelación no estándar, Final Fantasy Legend III usó nivelación tradicional junto con elementos de crecimiento de personajes de títulos anteriores. La portada japonesa fue creada por Katsutoshi Fujioka, quien diseñó portadas para los lanzamientos anteriores de SaGa.

### Música
La música del juego fue co-compuesta por Ryuji Sasai y Fujioka. Los dos habían trabajado juntos antes de que Fujioka se uniera a Square, por lo que contrató a Sasai para componer la banda sonora. Mientras Fujioka trabajaba en la programación del juego, Sasai declaró que él manejaría la música del juego; aunque él mismo era músico, Fujioka optó por contribuir con cuatro canciones adicionales al juego. A medida que el juego probaba nuevos elementos, los compositores intentaron hacer lo mismo. Con este fin, utilizaron cuatro canales de sonido y crearon un elemento de sonido estéreo que podría alimentarse a través del único altavoz de la consola y funcionar con auriculares. Sasai comparó las limitaciones con el audio con una guitarra capaz de solo seis tonos, aunque la capacidad del cartucho de la Game Boy en ese momento proporcionaba cierta dificultad. Como resultado, se concentraron en canciones más pequeñas, reduciendo la duración de las pistas hasta que sintieron que la música daba la impresión adecuada.
Un álbum recopilatorio con música de los tres títulos de Game Boy SaGa, All Sounds of SaGa, fue publicado en 1991 por NTT Publishing. La música se lanzó en un álbum de banda sonora en 2018 junto con la música de SaGa original y SaGa 2.

## Lanzamiento
El juego fue lanzado bajo su título SaGa 3 por Square en Japón el 13 de diciembre de 1991. NTT Publishing publicó dos guías en diciembre de 1991 y enero de 1992. En Norteamérica, el juego fue lanzado por Square en agosto de 1993. Sunsoft luego autorizó el juego para una reimpresión en abril de 1998 junto con los otros tres títulos de Square para Game Boy, los dos títulos de SaGa y Final Fantasy Adventure. Al igual que con los dos primeros juegos de SaGa, Square cambió el nombre del juego a Final Fantasy apodo en territorios ingleses, capitalizando la reconocida marca para hacer crecer su presencia regional. La traducción al inglés fue el primer proyecto del traductor Ted Woolsey en Square. Se le dio la traducción de Final Fantasy IV como ejemplo y se le indicó que se asegurara de que "no hubiera 'repeticiones' de ese lío". Fue el último título de SaGa para Game Boy, y el último título de SaGa en recibir un lanzamiento occidental durante cinco años hasta SaGa Frontier para PlayStation en 1998.
En 2020, el original de Game Boy se relanzó junto con los otros títulos de Game Boy SaGa para Nintendo Switch para celebrar el 30 aniversario de la serie SaGa. La colección fue publicada mundialmente por Square Enix el 19 de diciembre bajo el título Collection of SaGa: Final Fantasy Legend. Fue un lanzamiento exclusivo digital e incluyó opciones de texto en inglés y japonés en todo el mundo. La producción comenzó en Square Enix para que los jugadores pudieran disfrutar del SaGa original.trilogía en hardware moderno. Si bien Kawazu tenía planes anteriores de llevar los originales a un hardware más nuevo, el 30 aniversario de la serie brindó una buena oportunidad para cumplir su deseo. El puerto incluía opciones de color y resolución, opciones de mayor velocidad durante el juego, opciones de control que emulaban la consola Game Boy, una pista conmemorativa creada por Ito y nuevas ilustraciones de Fujioka. Los ajustes menores se hicieron para reflejar los gustos de los juegos modernos, pero por lo demás, los juegos no se modificaron. Si bien los títulos fueron rebautizados como parte de la serie SaGa , su marca original de Final Fantasy se mantuvo como subtítulo para evitar una confusión indebida para los jugadores originales. Esta edición fue la primera vez que los títulos de Game Boy se lanzaron en Europa.

### Remake de Nintendo DS
Un remake para Nintendo DS titulado SaGa 3 Jikū no Hasha: Shadow or Light fue anunciado en septiembre de 2010. Contó con muchos miembros del personal del remake del segundo juego SaGa , incluido el productor Hiroyuki Miura y el diseñador de personajes Gen Kobayashi. Sasai volvió a trabajar en la música junto a Ito. La producción comenzó luego de la finalización del remake de SaGa 2 , y el equipo utilizó la experiencia de esa producción y la aplicó para rehacer el tercer título de SaGa. Al igual que con SaGa 2 , el juego fue desarrollado por Racjin bajo la supervisión de Square Enix. Con el remake, Kawazu quería rediseñar la jugabilidad y el escenario para estar más en línea con otras entradas de la serie SaGa. También quería incorporar mecánicas nuevas a la serie SaGa, lo que resultó en muchos más cambios que en el remake de SaGa 2. Esta mecánica, el Time Gear, permitió al equipo incorporar aún más los elementos del viaje en el tiempo en toda la experiencia. El remake fue lanzado el 6 de enero de 2011. Un álbum de la banda sonora, que incluía un remix del tema principal como pista extra, fue lanzado en Japón el 12 de enero de 2011. Me gusta el remake DS de SaGa 2, el SaGa 3El remake sigue siendo exclusivo de Japón, aunque se desarrolló una traducción para fans. Kawazu atribuyó la falta de localización a la incertidumbre dentro de Square Enix sobre si Occidente aceptaría un título tan poco convencional.

## Recepción
En 2002, el juego había vendido 650.000 unidades, lo que lo convierte en el tercer título más vendido de los lanzamientos de Game Boy SaGa, y el título original de SaGa de menor venta en ese momento. La nueva versión de DS debutó en el octavo lugar en las listas de ventas japonesas, con ventas iniciales de más de 27.300 unidades. A finales de año, el título había vendido poco más de 59.000 unidades. El lanzamiento occidental de Final Fantasy Legend III para Game Boy recibió críticas en su mayoría positivas, manteniendo una puntuación total del 71% en GameRankings. La versión Collection of SaGa obtuvo una puntuación de 70 sobre 100 en Metacritic.basado en nueve críticas.
En su revisión del juego original, la revista japonesa de juegos Famitsu notó las modificaciones fáciles de usar, pero un crítico consideró que era notablemente diferente de los títulos anteriores de SaGa. Electronic Gaming Monthly lo elogió como un juego de rol de buena calidad, citando los gráficos y la historia del juego como sus puntos altos, otorgándole cuatro puntajes de revisión de 8 sobre 10 y un premio de oro del Editor's Choice. Nintendo Power estuvo de acuerdo en gran medida con estos sentimientos, afirmando que el juego tenía "una profundidad de juego excelente y buenos gráficos para un juego de rol de Game Boy", pero encontró que la historia y la jugabilidad del título eran demasiado similares a los juegos anteriores de Final Fantasy Legend.
IGN llamó la atención sobre los gráficos anticuados del juego y criticó la banda sonora, pero aun así encontró que la música del juego era mejor que la mayoría de los títulos de Game Boy. Además, encontraron fallas en la pantalla del equipo del juego debido al diseño obtuso y la mala calidad de imagen, aunque declararon que era accesible incluso para jugadores novatos. GamePro aplaudió el juego por la función de simulador de batalla, la capacidad de transformar al personaje usando partes de enemigos muertos y los folletos y el mapa incluidos en la caja del juego; Hicieron una nota especial de la mecánica del viaje en el tiempo, elogiando la sensación de luchar contra enemigos en el pasado después de verlos en períodos posteriores. Corbie Dillard de Nintendo Life, escribiendo en una revisión retrospectiva de 2009, lo calificó como una conclusión adecuada para la trilogía Game Boy SaGa , aunque notó algunos elementos irritantes continuos en la jugabilidad y el diseño de títulos anteriores.
GameDaily lo nombró junto con los títulos relacionados de Game Boy Final Fantasy como juegos definitivos para el sistema, y lo describió como que brinda "horas de emoción en los juegos de rol, ya sea que esperas en el consultorio del dentista o de camino a la casa de la abuela". El sentimiento fue compartido por las revistas de juegos Electronic Gaming Monthly y Pocket Games , la última de las cuales clasificó los títulos juntos en el octavo lugar entre los 50 mejores juegos para Game Boy.
Al revisar el remake de DS, Famitsu elogió la innovación continua de la evolución de la clase, destacó su narrativa vertiginosa y elogió la nueva mecánica de Time Gear. Michael Baker de RPGamer elogió la mecánica mejorada y el pulido adicional del remake de SaGa 2, aunque sintió que aún faltaba la trama. En su propia revisión de la compilación Collection of SaGa , Jordan Rudek Nintendo World Report calificó el tercer juego como un buen lugar para comenzar para principiantes debido a su narrativa más fuerte y un diseño de juego más tradicional en comparación con otros títulos de SaGa. Nintendo Life 's Mitch Vogel sintió que los tres títulos de Collection of SaGa eran muy simplistas para los estándares modernos, y ninguno de ellos había envejecido bien en comparación con otros títulos de su época.